# Last Last
Last Last è un singolo del cantante nigeriano Burna Boy, pubblicato il 13 maggio 2022 come secondo estratto dal sesto album in studio Love, Damini.

## Descrizione
Il brano, di genere afrobeat, contiene un campionamento del singolo He Wasn't Man Enough di Toni Braxton del 2000.

## Promozione
Burna Boy ha eseguito Last Last per la prima volta dal vivo in occasione dei Billboard Music Awards il 15 maggio 2022.

## Video musicale
Il video musicale, diretto dall'interprete stesso, è stato reso disponibile in concomitanza con l'uscita del singolo.

## Tracce
Testi e musiche di Damini Ogulu, LaShawn Daniels, Harvey Mason Jr., Fred Jerkins III, Rodney Jerkins, Mikael Haataja, Samuel Haataja, James Olagundoye, Santeri Kauppinen e Robert Laukkanen.
1. Last Last – 2:53

## Classifiche

### Classifiche settimanali
| Classifica (2022) | Posizione massima |
| ----------------- | ----------------- |
| Belgio (Vallonia) | 49                |
| Canada            | 30                |
| Francia           | 23                |
| Irlanda           | 27                |
| Lussemburgo       | 17                |
| Nuova Zelanda     | 12                |
| Paesi Bassi       | 14                |
| Panama            | 84                |
| Portogallo        | 142               |
| Regno Unito       | 4                 |
| Stati Uniti       | 44                |
| Sudafrica         | 1                 |
| Svezia            | 21                |
| Svizzera          | 38                |

### Classifiche di fine anno
| Classifica (2022) | Posizione |
| ----------------- | --------- |
| Belgio (Vallonia) | 155       |
| Canada            | 77        |
| Francia           | 85        |
| Paesi Bassi       | 45        |
| Regno Unito       | 26        |
| Svizzera          | 85        |
| Classifica (2023) | Posizione |
| Francia           | 197       |
| Regno Unito       | 94        |